# Moravské Bránice
Moravské Bránice é uma comuna checa localizada na região de Morávia do Sul, distrito de Brno-Venkov.